# Landkreis Anklam
Der Landkreis Anklam, ursprünglich Kreis Anklam,  war ein Landkreis in Vorpommern, der in seiner historischen Form bis zur Verwaltungsreform in der DDR von 1952 bestand. Sein Gebiet liegt heute im Landkreis Vorpommern-Greifswald in Mecklenburg-Vorpommern. Der Landkreis gehörte bis 1945 zu Preußen, dann zur SBZ und seit 1949 zur DDR. Kreisstadt war die an der Peene gelegene Stadt Anklam.

## Geschichte

### Preußen

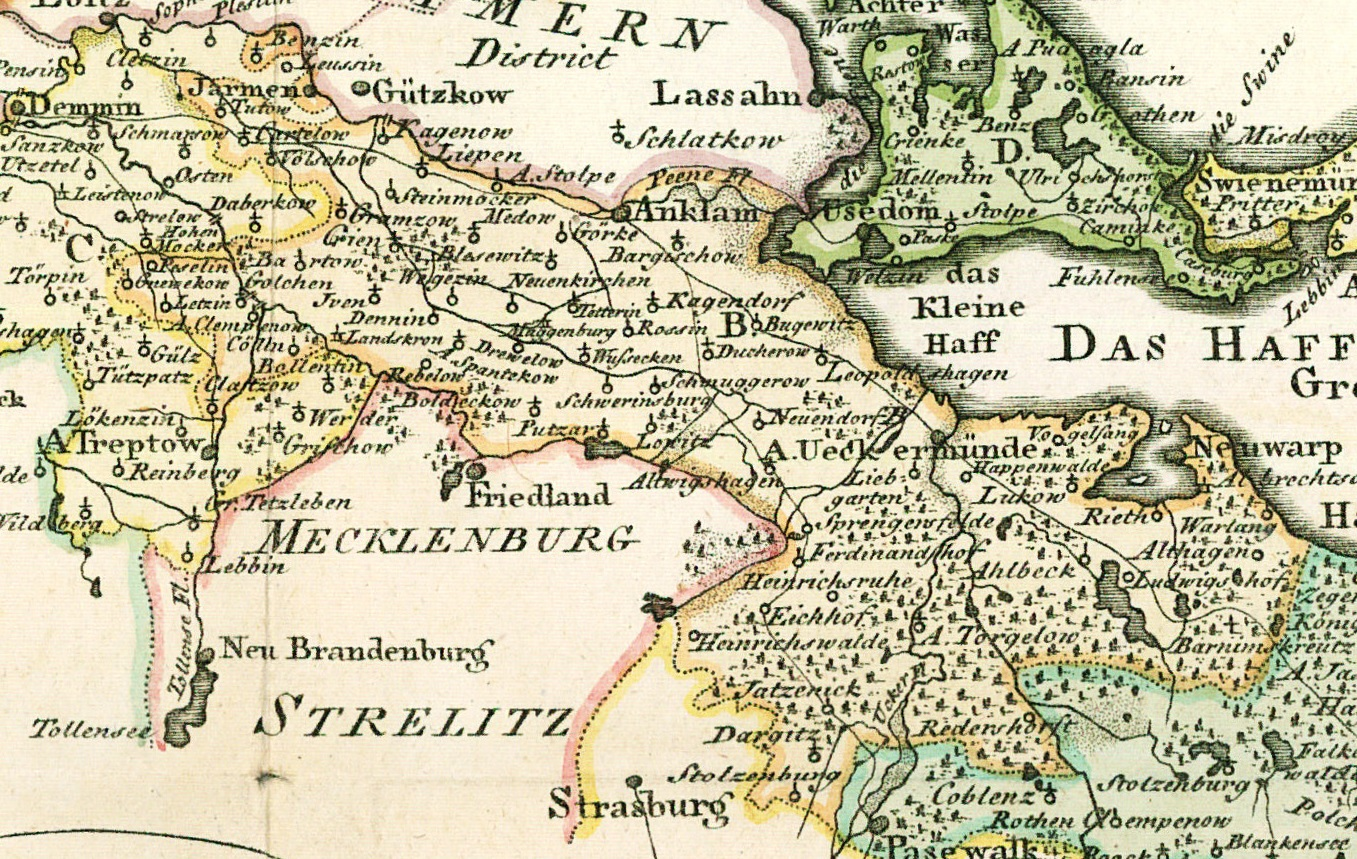
Der Kreis Anklam bis 1818

Altvorpommern, das 1720 an Preußen gefallen war, war im 18. Jahrhundert in die fünf Kreise Anklam, Demmin, Randow, Usedom und Wollin gegliedert. Zum Kreis Anklam gehörten damals die Städte Anklam, Jarmen, Neuwarp und Ueckermünde, die sechs königlichen Ämter Klempenow, Königsholland, Spantekow, Stolpe, Torgelow und Ueckermünde sowie zahlreiche adlige Güter.
Bei der Kreisreform von 1818 im Regierungsbezirk Stettin wurde die Abgrenzung des Kreises Anklam verändert:
- Die Stadt Jarmen, das Amt Klempenow und einige weitere Dörfer kamen zum Kreis Demmin.
- Die Städte Neuwarp und Ueckermünde sowie die Ämter Königsholland, Torgelow und Ueckermünde kamen zum neuen Kreis Ueckermünde
- Zum Kreis Anklam hinzu kam die Anklamer Vorstadt Peendamm, die am Nordufer der Peene lag und dadurch zu Neuvorpommern gehört hatte.

Seit dem 1. Juli 1867 gehörte der Kreis zum Norddeutschen Bund und seit dem 1. Januar 1871 zum Deutschen Reich. Der Kreis umfasste 1871 die Stadt Anklam sowie 54 Landgemeinden und 57 Gutsbezirke.

1906 wurde das noch bestehende Landratsamtgebäude in Anklam, Demminer Straße 71–74, gebaut.

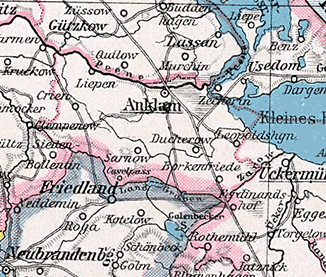
Der Kreis Anklam von 1818 bis 1950

Zum 30. September 1928 fand im Kreis Anklam wie im übrigen Preußen eine Gebietsreform statt, bei der alle Gutsbezirke aufgelöst und benachbarten Landgemeinden zugeteilt wurden. Zwischen 1935 und 1938 wurden die Gemeinden des Landkreises außer der Stadt Anklam zu den acht Großgemeinden Boldekow, Borckenfriede, Bugewitz, Ducherow, Krien, Medow, Pelsin und Spantekow zusammengeschlossen. Diese Großgemeinden umfassten ungefähr die Gebiete der damaligen Amtsbezirke. 

### Sowjetische Besatzungszone / DDR
Im Frühjahr 1945 wurde das Kreisgebiet durch die Rote Armee besetzt und Teil der Sowjetischen Besatzungszone, in der der nunmehr Landkreis Anklam genannte Kreis zum Land Mecklenburg (bis 1947 Mecklenburg-Vorpommern) gehörte. Die in den 1930er Jahren gebildeten Großgemeinden wurden zum 1. August 1946 wieder aufgelöst und der Landkreis wurde neben der Stadt Anklam wieder in traditionelle Gemeinden gegliedert.
Am 1. Juli 1950 wechselten die Stadt Lassan sowie die Gemeinden Buggenhagen, Groß Polzin, Klein Bünzow, Klotzow, Murchin, Pamitz, Pinnow, Pulow, Rubkow, Salchow, Wahlendow, Wehrland und Ziethen aus dem Landkreis Greifswald in den Landkreis Anklam.
In der DDR  fand am 25. Juli 1952 eine große Verwaltungsreform statt, bei der die fünf Länder aufgelöst und durch 14 Bezirke sowie die meisten Landkreise durch kleinere Kreise ersetzt wurden. Dabei wurde auch der alte Landkreis Anklam aufgelöst:
- Die Gemeinden Altwigshagen, Leopoldshagen, Lübs, Neuendorf A und Wietstock kamen zum neuen Kreis Ueckermünde.
- Die Stadt Lassan sowie die Gemeinden Buggenhagen, Pulow und Wehrland kamen zum neuen Kreis Wolgast.
- Das übrige Kreisgebiet bildete zusammen mit den Gemeinden Groß Jasedow, Pätschow, Quilow und Schmatzin des aufgelösten Landkreises Greifswald den Kreis Anklam.
- Die Kreise Anklam und Ueckermünde wurden dem neuen Bezirk Neubrandenburg zugeordnet, während der Kreis Wolgast zum neuen Bezirk Rostock kam.

## Einwohnerentwicklung
| Jahr | Einwohner | Quelle |
| ---- | --------- | ------ |
| 1797 | 34.436    | [ 10 ] |
| 1816 | 30.856    | [ 11 ] |
|      |           |        |
| 1846 | 27.708    | [ 12 ] |
| 1871 | 30.331    | [ 6 ]  |
| 1890 | 30.689    | [ 8 ]  |
| 1900 | 32.693    | [ 8 ]  |
| 1910 | 34.084    | [ 8 ]  |
| 1925 | 35.787    | [ 8 ]  |
| 1933 | 35.279    | [ 8 ]  |
| 1939 | 39.335    | [ 8 ]  |
| 1946 | 53.714    | [ 13 ] |

Die Abgrenzung des Landkreises erfuhr 1818 umfangreiche Änderungen.

## Städte und Gemeinden

### Stand 1950
Nach der Auflösung der in den 1930er Jahren gebildeten Großgemeinden und vor der Gebietsreform von 1950 in der DDR umfasste der Landkreis Anklam die folgenden Gemeinden:
| - Altwigshagen - Anklam, Stadt - Auerose - Bargischow - Blesewitz - Boldekow - Borntin - Bugewitz - Butzow - Dennin - Drewelow - Ducherow - Glien - Gnevezin - Görke - Grüttow | - Iven - Japenzin - Kagendorf - Kagenow - Kalkstein - Krien - Krusenfelde - Leopoldshagen - Liepen - Louisenhof - Löwitz - Lübs - Lüskow - Medow - Müggenburg - Neetzow | - Nerdin - Neu Kosenow - Neuendorf A - Neuendorf B - Neuenkirchen - Pelsin - Pinnow (bei Anklam) - Postlow - Priemen - Putzar - Rathebur - Rebelow - Rosenhagen - Rossin - Sanitz - Sarnow | - Schmuggerow - Schwerinsburg - Spantekow - Steinmocker - Stolpe - Stretense - Teterin - Thurow - Wegezin - Wietstock - Woserow - Wusseken - Wussentin - Zinzow |

### Vor 1939 aufgelöste Gemeinden
Einige Gemeinden, die in den 1930 Teil von Großgemeinden geworden waren, erhielten nach deren Auflösung im Jahre 1946 ihre Selbständigkeit nicht zurück.
- Alt Kosenow, in den 1920er Jahren mit Neu Kosenow zur Gemeinde Kosenow zusammengeschlossen
- Alt Sanitz, in den 1920er Jahren mit Neu Sanitz und Blesewitz zur Gemeinde Sanitz zusammengeschlossen
- Alt Teterin, in den 1920er Jahren mit Neu Teterin und Müggenburg zur Gemeinde Teterin zusammengeschlossen
- Anklamer Fähre, auch nur Fähre, am 1. April 1937 zur Großgemeinde Pelsin, 1946 zu Gnevezin
- Borckenfriede, am 1. April 1937 zur Großgemeinde Borckenfriede, 1946 zu Altwigshagen
- Brenkenhof, am 1. April 1937 zur Großgemeinde Medow, 1946 zur Gemeinde Medow
- Gramzow, am 1. April 1937 zur Großgemeinde Krien, 1946 zu Krusenfelde
- Kamp, am 1. April 1937 zur Großgemeinde Bugewitz, 1946 zu Rosenhagen
- Kosenow, am 1. Dezember 1935 zur Großgemeinde Ducherow, 1946 zu Neu Kosenow
- Rubenow, am 1. April 1937 zur Großgemeinde Boldekow, 1946 zu Borntin
- Strippow, am 1. April 1937 zur Großgemeinde Spantekow, 1946 zu Neuenkirchen
- Tramstow, in den 1920er Jahren zu Postlow

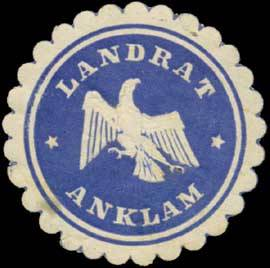
Kreis Anklam: Siegelmarke des Landrates

## Landräte
- 1733–174000Adolph Heinrich von Winterfeld
- 1740–176300August von Parsenow
- 1763–177900Adolph Friedrich von Neetzow
- 1784–179200Friedrich Georg Ludwig von Borcke
- 1792–179300Franz Friedrich Carl von Parsenow
- 1793–181600Moritz Friedrich Wilhelm von Schwerin
- 1818–183300Heinrich von Schwerin (1776–1839)
- 1833–184800Maximilian von Schwerin-Putzar (1804–1872)
- 1849–185300Albert von Bülow
- 1853–188900Rudolph von Oertzen (1819–1893)
- 1889–999900Karl von Schwerin (1844–1901) (kommissarisch)
- 1889–189400Hermann von Somnitz († 1925)
- 1894–190800Ernst von Troschke (1859–1922)
- 1908–192700Hans von Rosenstiel (1871–1955)
- 1927–193200Max von Philipsborn (1891–1973)
- 1932–193400Egon von Haber (* 1875) (kommissarisch)
- 1934–194000Wilhelm Becker
- 1940–194400Wilderich von Merfeldt
- 1944–194500Gerhard Becker

## Kommunalverfassung bis 1945
Der Landkreis Anklam gliederte sich in die Stadt Anklam, in Landgemeinden und – bis zu deren vollständiger Auflösung im Jahre 1928 – in selbstständige Gutsbezirke. Mit Einführung des preußischen Gemeindeverfassungsgesetzes vom 15. Dezember 1933 gab es ab dem 1. Januar 1934 eine einheitliche Kommunalverfassung für alle preußischen Gemeinden. Mit Einführung der Deutschen Gemeindeordnung vom 30. Januar 1935 trat zum 1. April 1935 im Deutschen Reich eine einheitliche Kommunalverfassung in Kraft, wonach die bisherigen Landgemeinden nun als Gemeinden bezeichnet wurden. Diese waren in Amtsbezirken zusammengefasst.

## Persönlichkeiten
- Flugpionier Otto Lilienthal, geboren am 23. Mai 1848 in Anklam
- Maximilian von Schwerin-Putzar, war von 1833 bis 1848 Landrat des Kreises, später war er preußischer Minister und führender liberaler Politiker